# Moosmühle (Geisenfeld)
Moosmühle ist ein Ortsteil der Stadt Geisenfeld im oberbayerischen Landkreis Pfaffenhofen an der Ilm. Die Einöde liegt circa vier Kilometer südlich von Geisenfeld und ist über die Staatsstraße 2335 zu erreichen.
Am 1. Januar 1978 wurde Moosmühle als Ortsteil der ehemals selbständigen Gemeinde Rottenegg in die Gemeinde Geisenfeld eingegliedert.